# Mesoperlina pecirkai
Mesoperlina pecirkai is een steenvlieg uit de familie Perlodidae. De wetenschappelijke naam van de soort is voor het eerst geldig gepubliceerd in 1921 door Klapálek.